# Lijst van vlaggen van Panama
Dit is een lijst van vlaggen van Panama.

## Nationale vlag (perFIAV-codering)
|          | Civiele vlag | Staatsvlag | Oorlogsvlag |
| -------- | ------------ | ---------- | ----------- |
| Te land  | · ?          | · ?        | · ?         |
| Te water | · ?          | · ?        | · ?         |

## Vlaggen van bestuurders
| Vlag | Periode | Functie                           | Beschrijving                                             |
| ---- | ------- | --------------------------------- | -------------------------------------------------------- |
|      |         | Vlag van de president van Panama. | De Panamese vlag met het wapen van Panama in het midden. |